# Chuy Bravo
 (septembre 2020).
Pour les articles homonymes, voir Bravo.
Chuy Bravo, de son vrai nom Jesús Melgoza, né le 7 décembre 1956 à Tangancícuaro, en Michoacán, au Mexique, et mort le 14 décembre 2019 à Mexico, au Mexique, est un acteur et humoriste américain.